# 羅克派爾峰
68°25′S 65°9′W / 68.417°S 65.150°W
羅克派爾峰（英語：Rock Pile Peaks），是南極洲的山峰，位於葛拉漢地的鮑曼海岸，處於伯梅爾半島，海拔高度1,110米，澳大利亞探險家在1928年拍攝照片，現時由南極條約體系管理。